# Färnebo tingslag
Färnebo tingslag var ett tingslag i Värmlands län i Östersysslets domsaga från 1756, Västersysslets domsaga dessförinnan. 
Tingslaget inrättades 1680 och uppgick 1948 i Östersysslets tingslag.

## Omfattning

### Socknarna i häraderna
- Färnebo härad